# Bobby Bland
Robert Calvin "Bobby" Bland, også kendt som Bobby "Blue" Bland, (27. januar 1930 - 23. juni 2013) var en amerikansk blues- og soul-sanger.